# Radio I
Radio I – regionalna rozgłośnia należąca do Archidiecezji Białostockiej. W latach 2000–2006 była w katolickiej sieci radiowej Plus a do 2010 roku stanowiła część sieci Vox FM. Nadaje ona informacje lokalne oraz programy o tematyce społeczno-religijnej.